# Агентне соціальне моделювання
Агентне соціальне моделювання, АСМ (англ. Agent-based social simulation) — це наукова дисципліна, пов'язана із моделюванням соціальних явищ, що використовує комп'ютерні багатоагентні моделі. В цих моделях особи або групи осіб представляються агентами. Багатоагентне соціальне моделювання є сумішшю суспільної науки, багатоагентної моделі й цифрового моделювання; складається із соціального моделювання, що базується на агентному моделюванні, і реалізовується із використанням технології інтелектуального агента.
АСМ моделює різні елементи соціальних систем, використовуючи інтелектуальних агентів і ставлячи їх у комп'ютерну симуляцію соціуму, щоб спостерігати за поведінкою агентів. З отриманих даних можна виокремити і вивчити реакції інтелектуальних агентів і перекласти їх в результати природних агентів і моделювання природних процесів. Три основні поля АСМ є агентне обчислення, суспільні науки і комп'ютерне моделювання.
Агентне обчислення — це дизайн моделі й агентів, а комп'ютерне моделювання є частиною моделювання агентів у моделі й наслідків. Суспільні науки — це поєднання науки і соціальної частини моделі. Тут суспільні явища розвиваються й для них створюються теорії. Основною ціллю АСМ є забезпечення моделями й інструментами для агентного моделювання соціальних явищ. За допомогою АСМ можна досліджувати різні наслідки явищ, яких, можливо, ми ніколи не зможемо побачити насправді. Це забезпечує нам цінну інформацію про суспільство і наслідки суспільних подій або явищ.

## Багатоагентна система
Багатоагентна система — це система, що створюється із багатьох автономних елементів, що взаємодіють і реагують одне на одного. Їх називають агентами. В моделюванні агенти можуть бути використані для моделювання багатьох різних елементів. Це можуть бути соціуми, організми, машини, особи або будь-який інший активний елемент, що існує або й навіть не існує в реальності. В багатоагентній системі агент — це програма або алгоритм. Ця програма містить в собі всі правила агентної поведінки. Ціллю моделі може бути симуляція соціальних явищ — переміщення, провалів ринку, співпраці й ескалації, поширення конфліктів. В агентному моделюванні можемо спостерігати явище, коли модель, побудована на простих правилах, результує в дуже складній динаміці. Цей феномен пов'язаний із появою однієї із недавніх тем у суспільній науці — концепту виникнення поведінки у суспільній науці (Kontopoulos, 1993; Archer, 1995; Sawyer, 2001).

## Історія

### Sugarscape
Перша найбільш відома багатоагентна соціальна модель була розвинена у 1996 році Джошуа Епштейном і Робертом Акстеллом. Ціллю цієї моделі була симуляція і дослідження соціальних явищ — сезонних міграцій, забруднення навколишнього середовища, народжуваності, протистояння, поширення хвороб і культурних особливостей. Їхня модель базується на роботі економіста Томаса Шеллінга, у статті «Models of Segregation» Ця модель репрезентує перше покоління комп'ютерних соціальних моделей. Модель Епштейна та Акстела була розвинена Джоном Конвеєм.
Зараз проблеми агентного моделювання досліджуються багатьма вченими, зокрема, з України, як-от у Львівському національному університеті імені Івана Франка.

## Використання суспільних наук
Є три основних об'єкти наукової реалізації АМС (Gilbert, Trotzsch; 2005)

### Розуміння основних аспектів суспільних явищ
Такими аспектами можуть бути такі, що пов'язані з дифузією, динамікою і результатами. Такі базові моделі мають базуватись на простиз правилах, тож спосіб, в результаті якого поведінка випливає із системи, спостерігається досить легко.

### Передбачення
Ці моделі реалізуються через передбачення подій та явищ у реальному житті. Прикладами такого використання може бути транспортування (передбачення трафіку в майбутньому, щоб знайти місця, де можуть виникати затори), передбачення майбутніх темпів безробіття і т. д. Проблемою моделі є збільшення складності моделі із числом динамічно змінюваних параметрів у випадку, коли йдеться про точне передбачення.

### Дослідження, тестування і формулювання гіпотез
На відміну двох основних об'єктів, що мають використання і поза суспільними науками, останній об'єкт часто використовується в основному лише в царині суспільних наук. Агентні соціальні моделі часто використовуються протягом дослідження нових гіпотез. Моделювання може бути корисним у випадку, коли немає ніяких інших способів спостерігати за агентами та їхніми діями. Наприклад, протягом створення нової мови, що є дуже довготривалим процесом. Інакшою перевагою моделювання є той факт, що  для того, щоб підтвердити теорію в симуляції, достатньо, щоб вона була представлена у формальній та логічній формі. Це призводить до більш ясного формулювання теорії.

## Використання MASS для вирішення проблем

### Моделі інформаційної дифузії у соціальних середовищах
В академічних статтях широко досліджується агентне моделювання дифузії інфомації в соціальних мережах, зокрема, у Facebook.

## Програмне забезпечення для реалізації АСМ

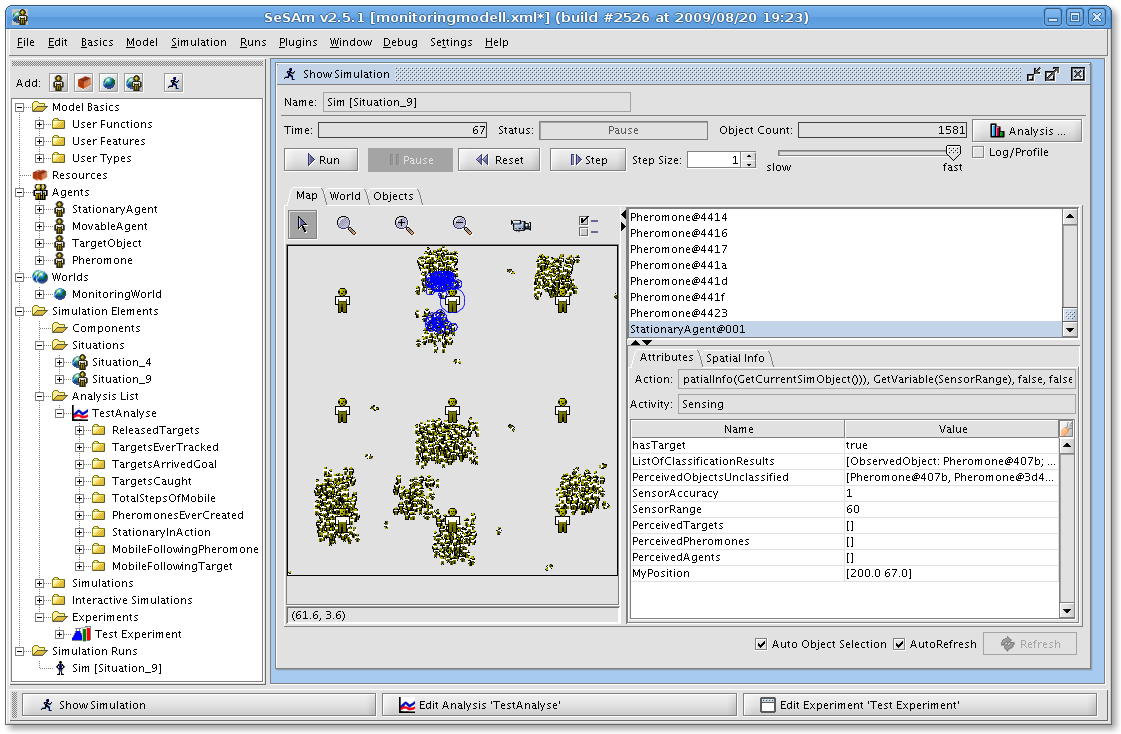
SeSAm, запущений на агентній моделі

Для реалізації процесів використовується різноманітне агентне програмне забезпечення:
- #k@ (HASHKAT) [Архівовано 15 травня 2022 у Wayback Machine.] Симулятор онлайн соціальної мережі (наприклад, Twitter, Instagram, LinkedIn), що описує динаміку в реальному часі, передачу повідомлень та поведінку користувача. Доступка на Windows, OS X, та Linux (Free Software)
- Repast
- Multi Agent Simulation Suite (MASS). Fables є компонентою MASS, що генерує моделі Repast J
- Swarm (симуляція) (Terna, 1998)
- Ascape[6] (реалізація агентної моделі Sugarscape (Epstein та Axtell, 1996)) (Auer та Norris, 2001)
- Ingenias[7] (Pavon та ін., 2008)
- SeSAm [Архівовано 20 березня 2022 у Wayback Machine.] Багатоагентний симулятор і середовище для графічного моделювання (вільне програмне забезпечення)
- NetLogo (вільне програмне забезпечення)
- GlobalSimulate Симуляція мультипарадигм та середовище для моделювання (відкрите програмне забезпечення)
- GAMA [Архівовано 21 травня 2017 у Wayback Machine.] — агентне моделювання, просторово явне, та платформа для симуляції (відкрите програмне забезпечення)
- MASON (Multi-Agent Simulator Of Neighborhoods) (відкрите програмне забезпечення)

## Подальше читання
- Auer, Klaus; Norris, Tim (2001). "ArrierosAlife" a Multi-Agent Approach Simulating the Evolution of a Social System: Modeling the Emergence of Social Networks with "Ascape". Journal of Artificial Societies and Social Simulation. 4 (1). Архів оригіналу за 4 травня 2020. Процитовано 8 квітня 2020.
- Epstein, Joshua; Axtell, Robert; Project, 2050 (1996). Growing Artificial Societies: Social Science from the Bottom-Up. MIT Press. с. 208. ISBN 0-262-55025-3. Архів оригіналу за 7 листопада 2020. Процитовано 8 квітня 2020.
- Pavon, Juan; Sansores, Candelaria; Gomez-Sanz, Jorge J.; Wang, Fei-Yue (2008). Modelling and simulation of social systems with INGENIAS. International Journal of Agent-Oriented Software Engineering. 2 (2): 196—221. doi:10.1504/IJAOSE.2008.017315. Архів оригіналу за 28 січня 2013.
- Terna, Pietro (1998). Simulation Tools for Social Scientists: Building Agent Based Models with SWARM. Journal of Artificial Societies and Social Simulation. 1 (2). Архів оригіналу за 4 травня 2020. Процитовано 8 квітня 2020.
- Tobias, Robert; Hofmann, Carole (2004). Evaluation of free Java-libraries for social-scientific agent based simulation. Journal of Artificial Societies and Social Simulation. 7 (1). Архів оригіналу за 30 квітня 2020. Процитовано 8 квітня 2020.
- EPSTEIN, Joshua M. Generative Social Science: studies in agent-based computational modeling. Princeton University Press. 2006
- GILBERT, N. and Troitzsch, K. G. (1999). Simulation for the Social Scientist, Open University Press.